# Ljubav je svuda
«Ljubav je svuda» (серб. Љубав је свуда; «Любовь повсюду») — песня на сербском языке в исполнении сербской поп-группы «Moje 3», с которой они представляли Сербию на конкурсе песни «Евровидение 2013». Авторами песни являются Саша Милошевич и Марина Туцакович. Бэк-вокалистками выступили Дуня Воядинович, Елена Митич и Ксения Милошевич.

## Текст песни

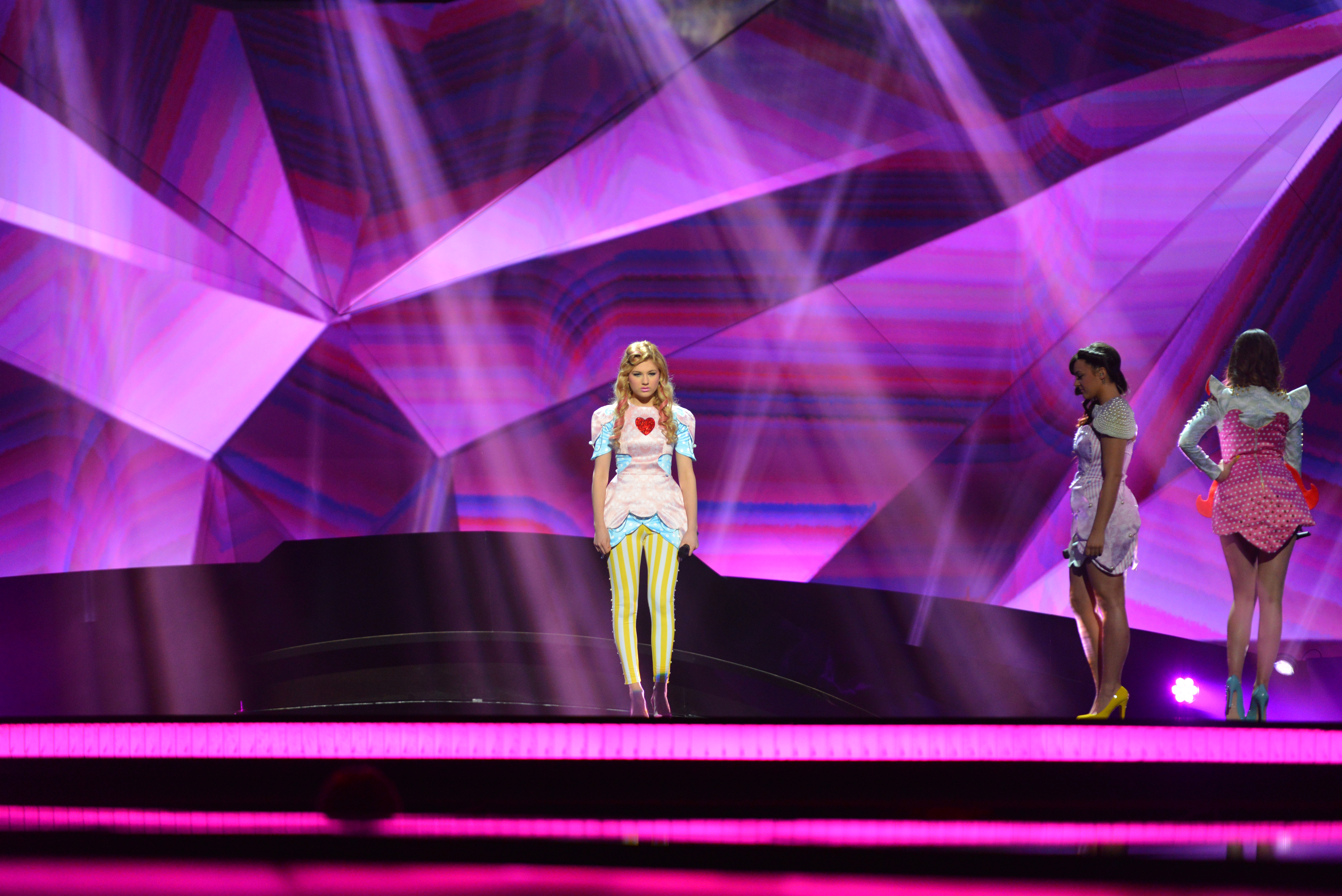
Слева направо: Невена, Мирна, Сара

Текст повествует о влюблённой девушке (Невена), которая просит совета и получает их от своих ангела (Мирна) и беса (Сара). Поскольку она не может решить, кого послушать, то следует указаниям обоих (немного хочу, немного не хочу; немного люблю, немного не люблю). Её замешательство усиливает увлечение, но девушка до сих пор не знает, что делать. Финал остаётся открытым.

## Список композиций
| №  | Название          | Длительность |
| -- | ----------------- | ------------ |
| 1. | «Ljubav je svuda» | 3:06         |

| №  | Название                                   | Длительность |
| -- | ------------------------------------------ | ------------ |
| 1. | «Love Is All Around Us» (Pop Rock Version) | 3:33         |
| 2. | «Love Is All Around Us» (Ballad Version)   | 3:48         |
| 3. | «Ljubav je svuda» (Pop Rock Version)       | 3:33         |
| 4. | «Ljubav je svuda» (Instrumental)           | 3:47         |
| 5. | «Love Is All Around Us»                    | 3:06         |
| 6. | «Ljubav je svuda»                          | 3:06         |
| 7. | «Love Is All Around Us» (Karaoke Version)  | 3:29         |
| 8. | «Ljubav je svuda» (Karaoke Version)        | 3:29         |

## Хронология выпуска
| Страна | Дата              | Формат           | Лейбл   |
| ------ | ----------------- | ---------------- | ------- |
| Сербия | 2 марта 2013 года | Digital download | PGP-RTS |